# Mora och Orsa tingslag
Mora och Orsa tingslag var ett tingslag i Dalarna i Kopparbergs län som ingick i Ovansiljans domsaga. Domsagan bildades 1876 och omfattade från 1948 även Älvdals, Särna och Idre tingslag.
Tingslaget bildades 1948 då Orsa tingslag och Mora tingslag sammanfördes. Tingslaget upplöstes vid tingsrättsreformen 1971 då området övergick till Mora tingsrätt.

## Socknar
Tingslaget omfattade följande socknar:

Hörde före 1948 till Orsa tingslag
- Orsa socken

Hörde före 1948 till Mora tingslag
- Mora socken
- Solleröns socken
- Venjans socken
- Våmhus socken